# Emscher Klärpark

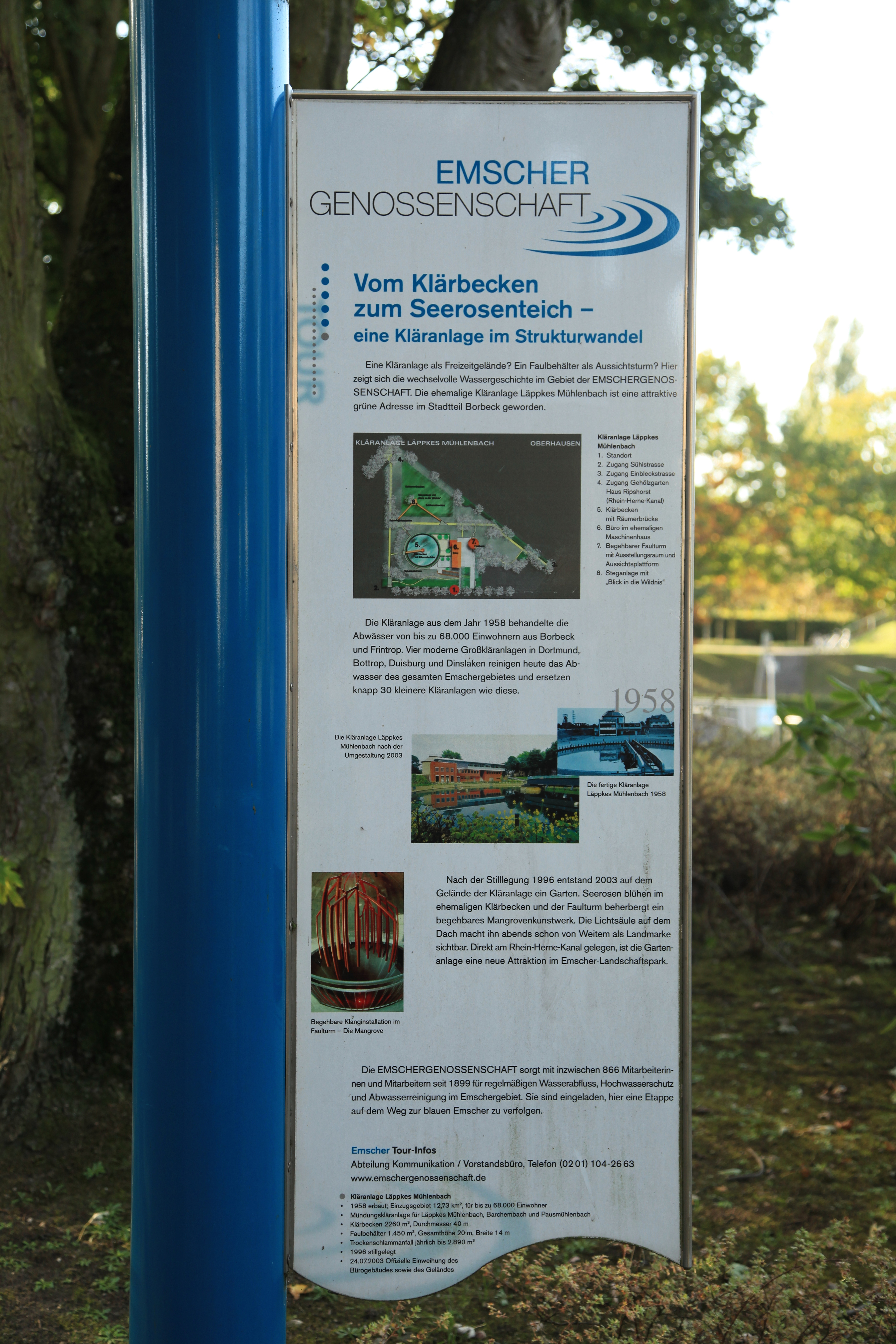
Informationsschild zum Park

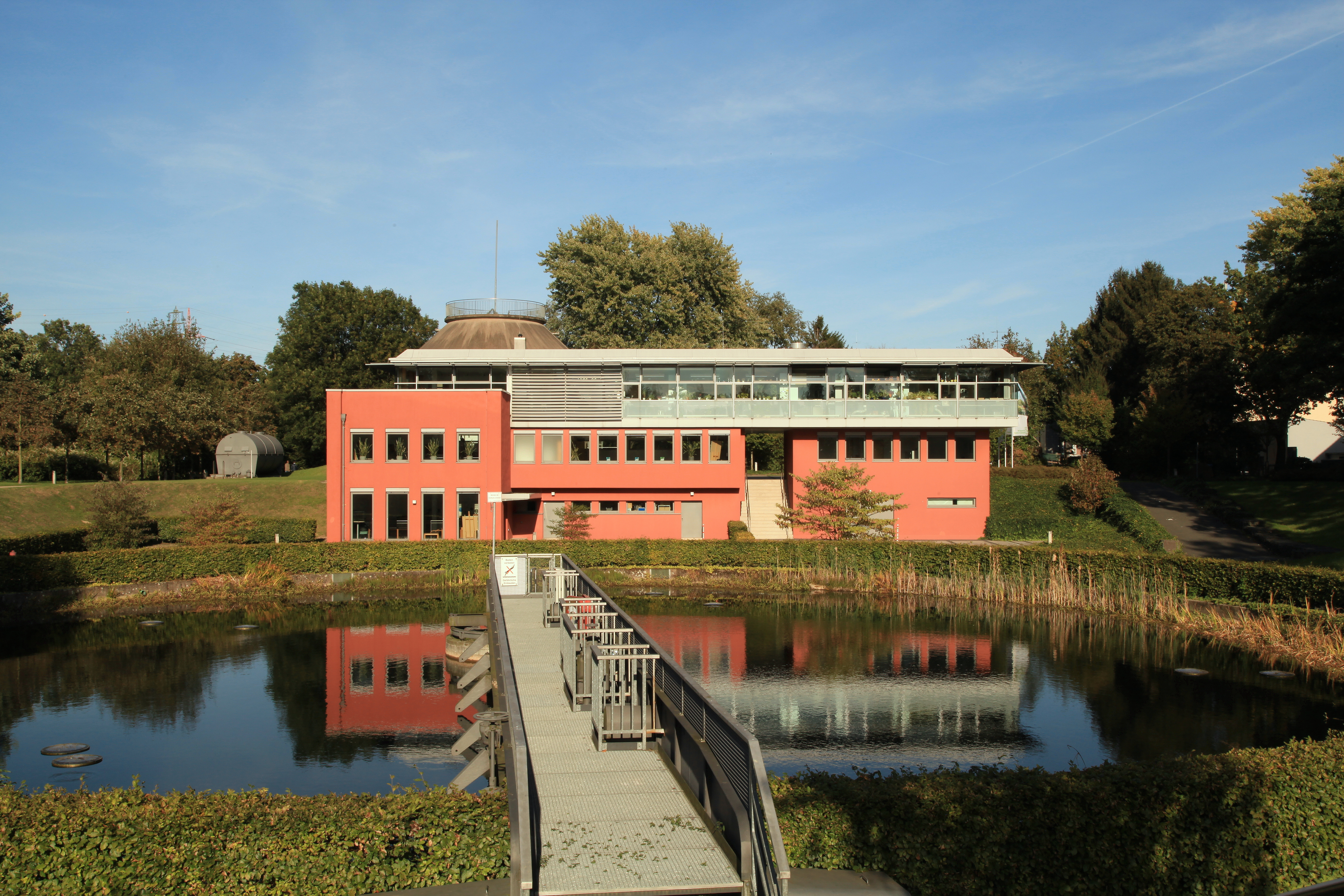
Klärbecken und ehemaliges Maschinenhaus, dahinter der Faulturm

Die Kläranlage Läppkes Mühlenbach der Emschergenossenschaft wurde 2003 als Symbol für die Renaturierung des Emscher-Systems zum Emscher Klärpark umgebaut.
Von 1958 bis 1996 war die Kläranlage an der Mündung des Läppkes Mühlenbachs in die Emscher im Oberhausener Stadtteil Borbeck in Betrieb. Sie klärte die Abwässer für bis zu 68.000 Menschen aus den Essener Stadtteilen Borbeck und Frintrop und hatte ein Einzugsgebiet von 12,73 Quadratkilometern. 
Das Klärbecken mit einem Durchmesser von 40 Metern und einem Fassungsvermögen von 2260 Kubikmetern wurde zum Seerosenteich umgebaut. Die Räumerbrücke ist noch vorhanden und kann begangen werden.
Im Faulturm befindet sich eine ringförmige Bühne mit der Klanginstallation aus Abflussrohren „Mangrove“ von Andreas Titz unter der Decke, diese kann auf einer Galerie umrundet werden. Das Dach des Behälters dient als Aussichtsplattform.
Das ehemalige Maschinenhaus ist zu Büros umgebaut worden und heute Sitz des Verbandes Garten-, Landschafts- und Sportplatzbau Nordrhein-Westfalen e. V. (VGL NRW) sowie der Landesarbeitsgemeinschaft Gartenbau und Landespflege  Nordrhein-Westfalen e. V. (LAGL NRW). 
Direkt westlich des Klärparks schließt sich der Gehölzgarten Ripshorst mit dem RVR-Besucherzentrum Haus Ripshorst an.
Gemeinsam mit dem ebenfalls umgebauten Klärwerk BernePark ist der Park Bestandteil der Route der Industriekultur, Themenroute „Wasser: Werke, Türme und Turbinen“.